# Агия София (площад в Солун)
„Агия София“ (на гръцки: Πλατεία Αγίας Σοφίας) е площад в центъра на град Солун, Гърция. 
Площадът датира от времето на Византийската империя и получава името си разположената на него църква „Света София“. Площадът е наричан и Скалиа. По време на пожар от 1890 годна е тежко повреден и е възстановен под ръководството на византиниста Шарл Дил.
При избухването на Междусъюзническата война там са съсредоточени основните части от българския гарнизон в Солун. На 17/30 юни 1913 година българските части са разбити от многократно превъзхождащите ги гръцки части.
Има планове площадът да бъде разширен с пешеходна зона в посока морето към църквата „Света Богородица Неръкотворна“.

## Галерия
- Парад на площада през 1920-те
- Червената къща
- Еврейската сграда
- Неделковата клиника
- „Света Богородица Неръкотворна“.
- Улица „Агия София“
- Скулптура на площада